# Nicolás Pasalodos Ledesma
Nicolás Pasalodos Ledesma (n. Portillo, 1809 - f. Coria, 20 de febrero de 1894) fue un eclesiástico y político español.

## Biografía
Estudió en Valladolid la carrera de Jurisprudencia, terminándola en 1832 se ordenó de presbítero en 1834, tres años más tarde fue nombrado fiscal eclesiástico de la Audiencia arzobispal de Talavera de la Reina, después pasó a ser vicario juez eclesiástico de Ciudad Real, en cuya capital desempeñó también el Decanato del Colegio de Abogados, la Presidencia de la Sociedad de Amigos del País, y la dirección del Instituto Provincial de Segunda Enseñanza, siendo además Auditor honorario del Tribunal de la Rota.
En el año 1853 Pasalodos fue nombrado deán de la catedral de Coria, ingresó después en la religiosa y militar Orden del Santo Sepulcro, se vio agraciado más tarde con las encomiendas de la Real y distinguida Orden de Carlos III y de la Real y Americana de Isabel la Católica; se mostró activo y entusiasta partidario de los ideales tradicionalistas, haciendo gala de ello y contribuyendo con el mayor celo a sus trabajos de organización y propaganda desde que fue destronada Isabel II y figuró en la minoría parlamentaria del carlismo durante el reinado de Amadeo de Saboya, como diputado a Cortes por Coria (provincia de Cáceres) único distrito de Extremadura que dio el triunfo a un candidato tradicionalista.
Tras ser proclamado diputado, dirigió a sus electores el siguiente manifiesto:

Á los electores católico monárquicos del distrito de Coria
Elegido diputado por vuestra espontánea  y libérrima voluntad, me creo en el deber de dirigiros la palabra, ante todo para manifestaros mi profundo reconocimiento por el alto honor que inmerecidamente me habéis dispensado.
Cuando llegue á ejercer dicho cargo de diputado, procuraré con todo celo y diligencia, tanto de obra como de palabra,. corresponder a la confianza que con vuestros sufragios habéis en mi depositado. Conozco vuestras aspiraciones, completamente identificadas con las mías, y bajo el sagrado lema de nuestra bandera, Dios, Patria y Rey, pelearé sin descanso y por todos los medios legítimos, para que triunfe por su bondad en el corazón de todos los españoles la santa causa que simboliza.
Quiera Dios que, desengañados los españoles, abracen esta gloriosa enseña, con la cual todos seriamos hermanos y recobraría la católica España la honra, valor y grandeza que fueron siempre y serian en adelante el glorioso distintivo de sus  nobles y cristianos  hijos. 

Coria  15 de Marzo de 1871.— Nicolás Pasalodos y Ledesma.

Un sobrino suyo, Florencio Pasalodos, fue beneficiado de la misma catedral de Coria.